# Amiensdeklarationen
Amiensdeklarationen är ett av syndikalismens grunddokument, antaget av franska CGT:s kongress, den 13 oktober 1906.
Deklarationen slår fast att den syndikalistiska fackföreningens oberoende från myllret av arbetarpartier inte bara var ett nödvändigt ont, utan en strategiskt viktig princip. Därmed tog kongressen ställning för den självständiga klassorganisationen som verktyg för såväl arbetarklassens dagliga kamp som för det framtida socialistiska samhällets genomförande. I korthet: "Syndikalismen är sig själv nog!"

Deklarationen lyder i sin helhet:
"CGT samlar utanför varje politisk skola alla de arbetare som är medvetna om den nödvändiga kampen för lönesystemets och arbetsgivarväldets avskaffande.
Kongressen anser att denna förklaring är ett erkännande av klasskampen som på det ekonomiska planet samlar alla arbetare till uppror mot de metoder kapitalistklassen begagnar sig av för att utsuga och förtrycka arbetarklassen, såväl materiellt som moraliskt. Kongressen preciserar på följande punkter detta allmänna uttalande:
I den dagliga lönekampen strävar fackföreningsrörelsen att samordna arbetarnas bemödanden, att öka arbetarnas välstånd genom att driva fram omedelbara förbättringar såsom arbetstidsförkortning, löneökningar etc.
Men denna uppgift är bara en sida av fackföreningsrörelsens verksamhet. Den förbereder den fulla frigörelsen, som endast kan förverkligas genom kapitalismens expropriering. Den förordar generalstrejken som kampmetod och anser att fackföreningen, vilken i dag är en motståndsgrupp, i framtiden ska bli organ för produktion och distribution, grundval för samhällets omorganisering.
Kongressen förklarar denna dubbla uppgift, den dagliga och den som syftar framåt, härrör sig ur arbetarnas belägenhet som löntagare och det är därför en skyldighet för arbetarna, vilka deras åsikter eller deras politiska och filosofiska böjelser än må vara, att tillhöra den viktiga grupperingen som fackföreningen utgör.
Vad individerna beträffar bekräftar kongressen följaktligen, att den fackligt anslutne har sin fulla frihet att utanför fackföreningen delta i sådana former av kampen, som passar hans filosofiska eller politiska uppfattning, och den begränsar sig till att i gengäld kräva att han inte i fackföreningen inför de åsikter han gör sig till tolk för utanför den.
Vad organisationerna beträffar beslutar kongressen, att för att den fackliga verksamheten ska uppnå största effekt bör den ekonomiska aktionen utövas direkt mot arbetsgivarna. De sammanslutna organisationerna bör inte i egenskap av fackliga grupperingar ha något samröre med partier och sekter, vilka, utanför och vid sidan om, i full frihet kan kämpa för den sociala omvandlingen."